# Sharks Snakes & Planes
Sharks, Snakes & Planes (Ajkule, Zmije i Avioni) je “post-grunge” bend koji je osnovan krajem 2010. godine u staroj Beogradskoj industrijskoj zoni. Prvobitna postava grupe su Marko Mićanović (vokal), Janko Pavlović (bas gitara), Mladen Miljuš (ritam gitara), Vuk Miljuš (solo gitara), Darko Ćosović (bubnjevi). Sredinom 2012. godine se postava promenila i kao solo gitarista došao je Ivan Petrović, a kao novi basista Đorđe Paligorić i od tada se nije menjala.
Iako ime benda kako kažu članovi grupe podseća na neki trećerazredni "treš" filmski naslov zapravo ima dublje znacenje a to je da se ljudi u nevolji, tj. u strahu drže zajedno, s toga ajkule, zmije i avioni kao neke od najvećih ljudskih fobija.
Bend je početkom 2014. godine izdao svoj prvi EP “Nebeska mehanika” čiji je producent bio Nikola Vranjković za izdavačku kuću ”Long Play” sa tri pesme: Nebeska mehanika, Mi plovimo jugom i Crni Gnoj. Za sve tri pesme izdati su i video spotovi. Osim na srpskom, bend ima pesme i na engleskom i španskom jeziku.
EP bend je promovisao u toku 2013 i 2014. godine sa više od 60 koncerata, u 20 gradova u Srbiji i regionu, koncerti na kojima su nastupali između ostalih kao specijalni gosti na koncertu Bajage i Instruktora na Kalemegdanu, festivalima poput beogradskog Beer Fest-a, Rock Village-a, Šumadija Fest-a, Belgrade Calling fest, Rockwood fest, Lake fest, Vracar Rocks, humanitarnog Noć za pomoć u Domu omladine, otvaranje nove sezone Barutane i koncert u Domu omladine u sali Amerikana.
Projekat "21st Century Grunge" bend je pokrenuo 2013. kako bi promovisali post grandž scenu u Srbiji i regionu. Prvi gosti bili su V-device iz Italije sa kojima su obisli tri grada: Beograd, Kragujevac i Macvansku Mitrovicu. Nekoliko meseci kasnije prikljucili su se Brigand i Goddamn, sa kojima su svirali u Beogradu i Vršcu. Projekat u 2014. nastavlja svoje delovanje u Kragujevcu i Nišu sa bendom Brigand.
Bend trenutno radi na novom materijalu i posle kraće turneje koja se završava krajem februara 2015. godine ulaze u studio kako bi snimili novi materijal koji će biti spreman krajem maja 2015. godine.